# Opuntia stricta
Opuntia stricta ist eine Pflanzenart in der Gattung der Opuntien (Opuntia) aus der Familie der Kakteengewächse (Cactaceae). Das Artepitheton stricta stammt aus dem Lateinischen, bedeutet ‚aufrecht‘ und verweist auf die Wuchsform der Art. Trivialnamen sind „Coastal Prickly Pear“ und „Yaaxpakan“. Die Art wurde weltweit durch den Menschen verbreitet und entwickelte sich Ende des 19. Jahrhunderts in Australien zu einer als Unkraut bekämpften Plage.

## Beschreibung
Opuntia stricta wächst strauchig, der Länge nach hingestreckte bis etwas aufrecht und erreicht Wuchshöhen von 0,5 bis 3,5 Metern. Die kahlen, abgeflachten, eiförmigen bis umgekehrt-eiförmigen, an der Basis verjüngten Triebabschnitte sind blaugrün. Sie sind 10 bis 25 Zentimeter lang und 6 bis 25 Zentimeter breit. Die bräunlichen Areolen stehen weit auseinander. Sie tragen auffallende, gelbe Glochiden die 2 bis 6 Millimeter lang werden. Die 1 bis 5 pfriemlichen, abgeflachten, an der Spitze mit einem leichten Widerhaken versehenen Dornen sind gelb. Sie stehen senkrecht auf der Oberfläche der Triebe und sind 0,5 bis 5 Zentimeter lang.
Die gelben bis gelblich orangen Blüten erreichen eine Länge von 5 bis 6 Zentimeter und einen Durchmesser von 4 bis 6 Zentimeter. Die violettroten, glatten Früchte sind umgekehrt-eiförmig und an der Basis verjüngt. Sie sind 2,5 bis 3,5 Zentimeter lang und mit reichlich Glochiden bedeckt.
Die Chromosomenzahl beträgt 2n = 22, 44 oder 66.

## Verbreitung, Systematik und Gefährdung
Opuntia stricta ist im Südosten der Vereinigten Staaten, im Osten Mexikos und auf Kuba verbreitet. Die Art wurde weltweit durch den Menschen verbreitet.
Die Erstbeschreibung als Cactus strictus wurde 1803 von Adrian Hardy Haworth veröffentlicht. 1812 stellte er die Art dann in die Gattung Opuntia.
In der Roten Liste gefährdeter Arten der IUCN wird die Art als „Least Concern (LC)“, d. h. als nicht gefährdet geführt. Die Entwicklung der Population wird als zunehmend angesehen.
Die Art zählt zu den 100 gefährlichsten Neobiota weltweit.

## Nachweise

## Weiterführende Literatur
- L. C. Foxcroft, M. Rouget, D. M. Richardson, S. MacFadyen: Reconstructing 50 years of Opuntia stricta invasions in the Kruger National Park, South Africa: environmental determinants and propagule pressure. In: Diversity and Distributions. Band 10, Nummer 5–6, 2004, S. 427–437 (doi:10.1111/j.1366-9516.2004.00117.x).
- A. Monteiro, V. M. Cheia, T. Vasconcelos, I. Moreira: Management of the invasive species Opuntia stricta in a Botanical Reserve in Portugal. In: Weed Research. Band 45, Nummer 3, 2005, S. 193–201 (doi:10.1111/j.1365-3180.2005.00453.x).
- Meredith Robbins, Tom E. X. Miller: Patterns of Ant Activity on Opuntia stricta (Cactaceae), a Native Host-Plant of the Invasive Cactus Moth, Cactoblastis cactorum (Lepidoptera: Pyralidae). In: Florida Entomologist. Band 92, Nummer 2, 2009, S. 391–393 (doi:10.1653/024.092.0231).